# Paciorkowizna
Paciorkowizna – osada w Polsce położona w województwie łódzkim, w powiecie radomszczańskim, w gminie Gomunice.

## Historia
W latach 1975–1998 miejscowość należała administracyjnie do województwa piotrkowskiego.